# Ex monastero di Santa Maria della Croce
L'ex monastero di Santa Maria della Croce è l'attuale sede del municipio di Modugno (BA). Sorge nella storica piazza del Popolo di fronte alla chiesa matrice, accanto alla chiesa di Santa Maria della Croce, da cui prendeva il nome.
Il palazzo, in origine era un convento di clausura delle monache benedettine olivetane, che obbedivano alla regola di san Bernardo Tolomei. Fu costruito nel 1618 dall'Università di Modugno e da Giovanni Maria Pascale che nel 1574 aveva fatto costruire a proprie spese l'adiacente chiesa di S. Maria della Croce. Dal 1640 ospitò le alunne del conservatorio di S. Eligio (dette monacelle) e le figlie delle famiglie modugnesi più facoltose, per cui il convento veniva comunemente detto delle “Monache grandi”. Nel 1665 fu stabilita la clausura. Nel 1850 il convento venne ampliato nella sua parte posteriore, ma nel 1866 l'ordine delle monache venne soppresso e il convento passò al demanio. Le monache che vi vivevano continuarono ad occuparne un'ala fino al 1924, quando morì l'ultima monaca: Donna Macrina Peragine.
Il palazzo ospita il Municipio dal 1896 e, per un breve periodo anche la pretura e il carcere mandamentale. Nel 1924, quando il palazzo perse ogni funzione conventuale, venne abbattuto il sagrato e venne rifatto l'ingresso inserendo, al di sopra del portone, lo stemma comunale.
Nonostante queste modifiche strutturali, rimangono molto evidenti le strutture dell'ex convento. L'interno del palazzo è caratterizzato dal chiostro che presenta un doppio ordine di colonne. Inoltre, è ben visibile il campanile che ha due ordini di monofore di grandi dimensioni. Il secondo ordine è contornato da un piccolo terrazzo balaustrato e sormontato da una cima piramidale.